# Apanteles antilla
Apanteles antilla är en stekelart som beskrevs av Nixon 1965. Apanteles antilla ingår i släktet Apanteles och familjen bracksteklar. Inga underarter finns listade i Catalogue of Life.